# Bursera stenophylla
Bursera stenophylla är en tvåhjärtbladig växtart som beskrevs av Sprague & Riley. Bursera stenophylla ingår i släktet Bursera och familjen Burseraceae. Inga underarter finns listade i Catalogue of Life.